# 강남구청장
강남구청장은 서울특별시 강남구의 구청장이다. 강남구청장은 구청의 행정을 총괄하며 관리책임을 수행한다. 정무직공무원에 해당하며 강남구의 인구가 50만명을 넘음에 따라 2급으로 보해진다.

## 역대 강남구청장
| 구분     | 성명            | 재임기간                           | 비고                                              |
| -------- | --------------- | ---------------------------------- | ------------------------------------------------- |
| 1        | 국응호 (鞠應好) | 1975년 10월 1일 ~ 1976년 3월 15일  | 초대 강남구청장                                   |
| 2        | 이영식 (李泳植) | 1976년 3월 16일 ~ 1979년 6월 21일  |                                                   |
| 3        | 이광하 (李光夏) | 1979년 6월 22일 ~ 1980년 7월 27일  |                                                   |
| 4        | 김제량 (金濟亮) | 1980년 7월 28일 ~ 1981년 9월 10일  |                                                   |
| 5        | 김진욱 (金振昱) | 1981년 9월 11일 ~ 1982년 9월 9일   |                                                   |
| 6        | 김진호 (金振浩) | 1982년 9월 10일 ~ 1982년 12월 5일  |                                                   |
| 7        | 백상승 (白相承) | 1982년 12월 6일 ~ 1984년 1월 13일  |                                                   |
| 8        | 박종우 (朴宗雨) | 1984년 1월 14일 ~ 1985년 3월 13일  |                                                   |
| 9        | 신성호 (申星浩) | 1985년 3월 14일 ~ 1988년 5월 11일  |                                                   |
| 10       | 최상근 (崔相根) | 1988년 5월 12일 ~ 1988년 12월 26일 |                                                   |
| 11       | 김문종 (金文鍾) | 1988년 12월 27일 ~ 1991년 7월 24일 |                                                   |
| 12       | 정영섭 (鄭永燮) | 1991년 7월 25일 ~ 1993년 3월 17일  |                                                   |
| 13       | 이광우 (李光雨) | 1993년 3월 18일 ~ 1994년 12월 29일 | 강남구청 세무 비리 사건으로 직위 해제             |
| 직무대리 | 원세훈 (元世勳) | 1994년 12월 30일 ~ 1995년 3월 18일 |                                                   |
| 14       | 원세훈 (元世勳) | 1995년 3월 19일 ~ 1995년 6월 30일  | 관선 마지막 구청장                                |
| 15       | 권문용 (權文勇) | 1995년 7월 1일 ~ 1998년 6월 30일   | 민선 1기                                          |
| 16       | 권문용 (權文勇) | 1998년 7월 1일 ~ 2002년 6월 30일   | 민선 2기                                          |
| 17       | 권문용 (權文勇) | 2002년 7월 1일 ~ 2006년 2월 16일   | 민선 3기 서울특별시장 선거 출마를 이유로 사퇴     |
| 권한대행 | 김상돈 (金相敦) | 2006년 2월 17일 ~ 2006년 6월 30일  |                                                   |
| 18       | 맹정주 (孟廷柱) | 2006년 7월 1일 ~ 2010년 6월 30일   | 민선 4기                                          |
| 19       | 신연희 (申燕姬) | 2010년 7월 1일 ~ 2014년 6월 30일   | 민선 5기                                          |
| 20       | 신연희 (申燕姬) | 2014년 7월 1일 ~ 2018년 2월 28일   | 민선 6기 문재인 대통령 명예훼손으로 구청장직 상실 |
| 권한대행 | 주윤중          | 2018년 2월 28일 ~ 2018년 6월 30일  |                                                   |
| 21       | 정순균 (鄭順均) | 2018년 7월 1일 ~ 2022년 6월 30일   | 민선 7기                                          |
| 22       | 조성명 (趙成明) | 2022년 7월 1일 ~                   | 민선 8기                                          |

## 같이 보기
- 강남구청장 선거